# Кирьего (муниципалитет)
Кирьего (исп. Quiriego) — муниципалитет в Мексике, штат Сонора, с административным центром в одноимённом посёлке. Численность населения, по данным переписи 2020 года, составила 4793 человека.

## Общие сведения
Название Quiriego происходит из песнопений литургической мессы, где заимствованы слова «kirie» и «ego» — господь и святой дух.
Площадь муниципалитета равна 3780,6 км², что составляет 2,1 % от площади штата, а наиболее высоко расположенное поселение Эль-Пуэрто, находится на высоте 1401 метр.
Он граничит с другими муниципалитетами Соноры: на севере с Росарио, на востоке с Аламосом, на юге с Навохоа, на западе с Кахеме, а также на востоке граничит с другим штатом Мексики — Чиуауа.

## Учреждение и состав
Муниципалитет был образован в 1932 году, по данным 2020 года в его состав входит 120 населённых пунктов, самые крупные из которых:
| Код INEGI                  | Населённый пункт                                                                  | Численность населения (2005 год) | Численность населения (2010 год) | Численность населения (2020 год) |
| -------------------------- | --------------------------------------------------------------------------------- | -------------------------------- | -------------------------------- | -------------------------------- |
| 049                        | Всего                                                                             | 3049                             | 3356                             | 3090                             |
| 0001                       | Кирьего (исп. Quiriego) 27°31′14″ с. ш. 109°15′04″ з. д. (административный центр) | 943                              | 1064                             | 1299                             |
| 0015                       | Батакоса (исп. Batacosa) 27°31′48″ с. ш. 109°24′13″ з. д.                         | 445                              | 504                              | 425                              |
| 0022                       | Кабора (исп. Cábora) 27°25′55″ с. ш. 109°33′09″ з. д.                             | 248                              | 322                              | 289                              |
| 0100                       | Тепауи (исп. Tepahui) 27°23′46″ с. ш. 109°10′56″ з. д.                            | 294                              | 343                              | 274                              |
| 0042                       | Гойхакия (исп. Goijaquía) 27°25′22″ с. ш. 109°13′19″ з. д.                        | 114                              | 104                              | 125                              |
| 0011                       | Бакуса (исп. Bacusa) 27°28′38″ с. ш. 109°14′51″ з. д.                             | 123                              | 146                              | 115                              |
| —                          | Прочие                                                                            | 882                              | 873                              | 565                              |
| Названия на карте Генштаба |                                                                                   |                                  |                                  |                                  |

## Экономическая деятельность
По статистическим данным 2000 года, работоспособное население занято по секторам экономики в следующих пропорциях:
- сельское хозяйство, скотоводство и рыбная ловля — 64,3 %;
- промышленность и строительство — 15,1 %;
- торговля, сферы услуг и туризма — 17,7 %;
- безработные — 2,9 %.

## Инфраструктура
По статистическим данным 2020 года, инфраструктура развита следующим образом:
- электрификация: 89,5 %;
- водоснабжение: 38,6 %;
- водоотведение: 75,4 %.